# Bélapátfalva (distrikt)
Bélapátfalva är ett distrikt i Ungern. Det ligger i provinsen Heves, i den norra delen av landet, 120 km nordost om huvudstaden Budapest.